# Гонорине
Гонорине (Гонорин, рос. Гонорин, Хонорин, пол. Honoryn) — колишнє село у Рясненській сільській раді Барашівського району Житомирської області Української РСР. У 1925—54 роках — адміністративний центр колишньої однойменної сільської ради. До 1939 року — колонія.

## Населення
Наприкінці 19 століття в селі налічувалося 450 мешканців, дворів — 58, у 1906 році — 370 мешканців, дворів — 60, у 1923 році — 324 мешканці, дворів — 44.

## Історія
Колишнє лютеранське поселення на орендованих землях, лежало за 70 км північно-західніше Житомира. Лютеранська парафія — Геймталь. Була школа.
Наприкінці 19 століття — колонія Барашівської волості Житомирського повіту Волинської губернії. Лежало за 75 верст від Житомира.
У 1906 році — колонія Барашівської волості (1-го стану) Житомирського повіту Волинської губернії. Відстань до повітового центру м. Житомир становила 73 версти, до волосного центру с. Бараші — 14 верст. Поштове відділення — містечко Горошки.
У 1923 році включена до складу новоствореної Зеленицької сільської ради, яка 7 березня 1923 року увійшла до складу новоутвореного Барашівського району Коростенської округи. Розміщувалася за 14 верст від районного центру с. Бараші та за 3 версти від центру сільської ради, слободи Зелениця. 8 вересня 1925 року в колонії створено окрему Гоноринську сільську раду Барашівського району. У 1939 році віднесена до категорії сіл. 11 серпня 1954 року, внаслідок об'єднання сільських рад, село підпорядковане Рясненській сільській раді Барашівського району Житомирської області.
Зняте з обліку 29 вересня 1960 року, відповідно до рішення Житомирського облвиконкому № 985 «Про вилучення з обліку деяких населених пунктів області», як таке, що фактично перестало існувати.